# 天主教基特加總教區
天主教基特加總教區 （拉丁語：Archidioecesis Kitegaensis）是布隆迪一個羅馬天主教教省總教區，下轄四個教區。是該國兩個總教區之一。
1912年12月12日設基伍宗座代牧區，1949年7月14日易名為基特加代牧區。1959年11月10日升為總教區。
2006年有教友878,313人（佔轄區總人口77.7%）、廿九個堂區、107名司鐸。現任總主教為西滿‧恩塔瓦納。